# 2015-ös európai migrációs válság
Az európai migrációs válság, más néven európai menekültválság különböző fegyveres konfliktusok, a politikai és vallási üldöztetés, vagy gazdasági ellehetetlenülés miatt menekülők vándorlása következtében alakult ki. Az egyre növekvő számú menekült főként a Közel-Keletről, Afrikából, a Balkánról és Közép-Ázsiából igyekszik az Európai Unió területére jutni a Földközi-tengeren és a Balkánon kialakult menekültútvonalakon keresztül. A menekültek többsége Szíriából, Afganisztánból és Eritreából indul útra.
A kifejezést először 2015 áprilisában használták, amikor öt migránsokkal teli hajó süllyedt el, ezzel több mint 1200 ember halálát okozva.

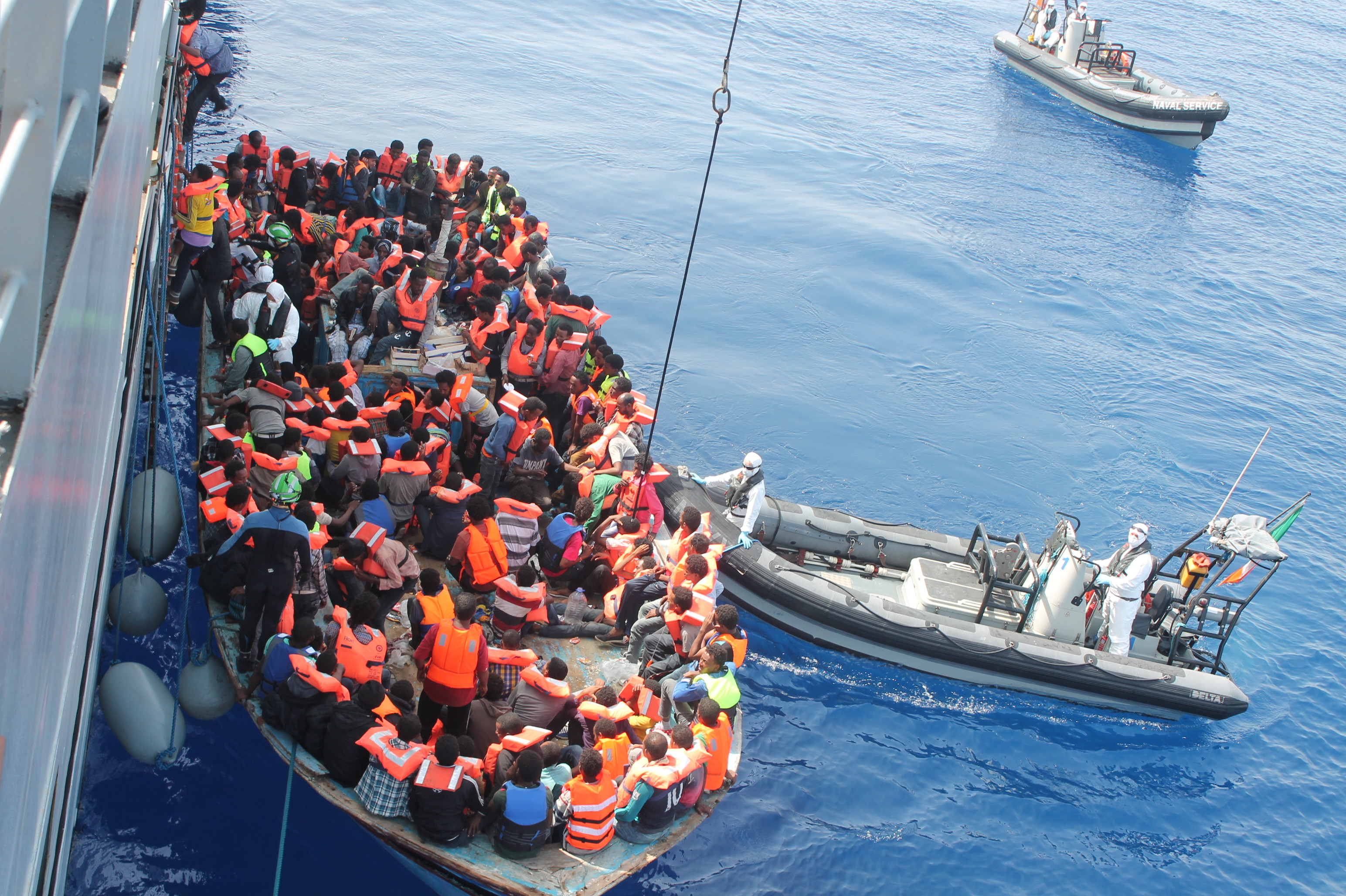
Ír haditengerészeti egység menti a migránsokkal teli bárkát a Triton művelet keretében

A hajótörések hátterében a Közel-Kelet és Észak-Afrika konfliktusai álltak, továbbá az, hogy több európai kormány visszautasította a hozzájárulást az olasz vezetésű földközi-tengeri Poszeidón művelethez. Ennek utóda a 2014 novemberétől megkezdett Triton művelet. 2015. április 23-án az Európai Unió kormányai megháromszorozták a Földközi-tenger partvidékének ellenőrzésére fordítható pénzt, ezzel a Triton költségvetése elérte az elődjére fordított pénzösszeget. Az Amnesty International kritizálta az Európai Uniót, hogy nem terjeszti ki a Triton hatókörét a korábban ellenőrzött terület egészére. Néhány héttel később az Európai Unió új műveletet indított EU Navfor Med néven, Róma központtal és az olasz Enrico Credendino admirális vezetésével.
Az Eurostat szerint az Európai Unió tagállamaihoz 2014-ben 626 ezer menekültkérelmet nyújtottak be, ami megközelíti az 1992-es 672 ezret. 2014-ben közel 360 ezer kérelemről hoztak döntést, ebből 160 ezret fogadtak el első körben, további 23 ezret pedig fellebbezés után. 45% volt az elsőre elfogadott kérelmek aránya, a fellebbezőknek már csak a 18% lett elfogadva. A menedékkérelmek kétharmadát négy tagállamhoz: Németországhoz, Franciaországhoz, Svédországhoz és Olaszországhoz nyújtották be. Lakosságukhoz viszonyítva arányaiban a legtöbb menedékkérelmet Svédország, Magyarország és Ausztria kapta.

## Háttérinformációk

### Bevándorlás az Európai Unióba

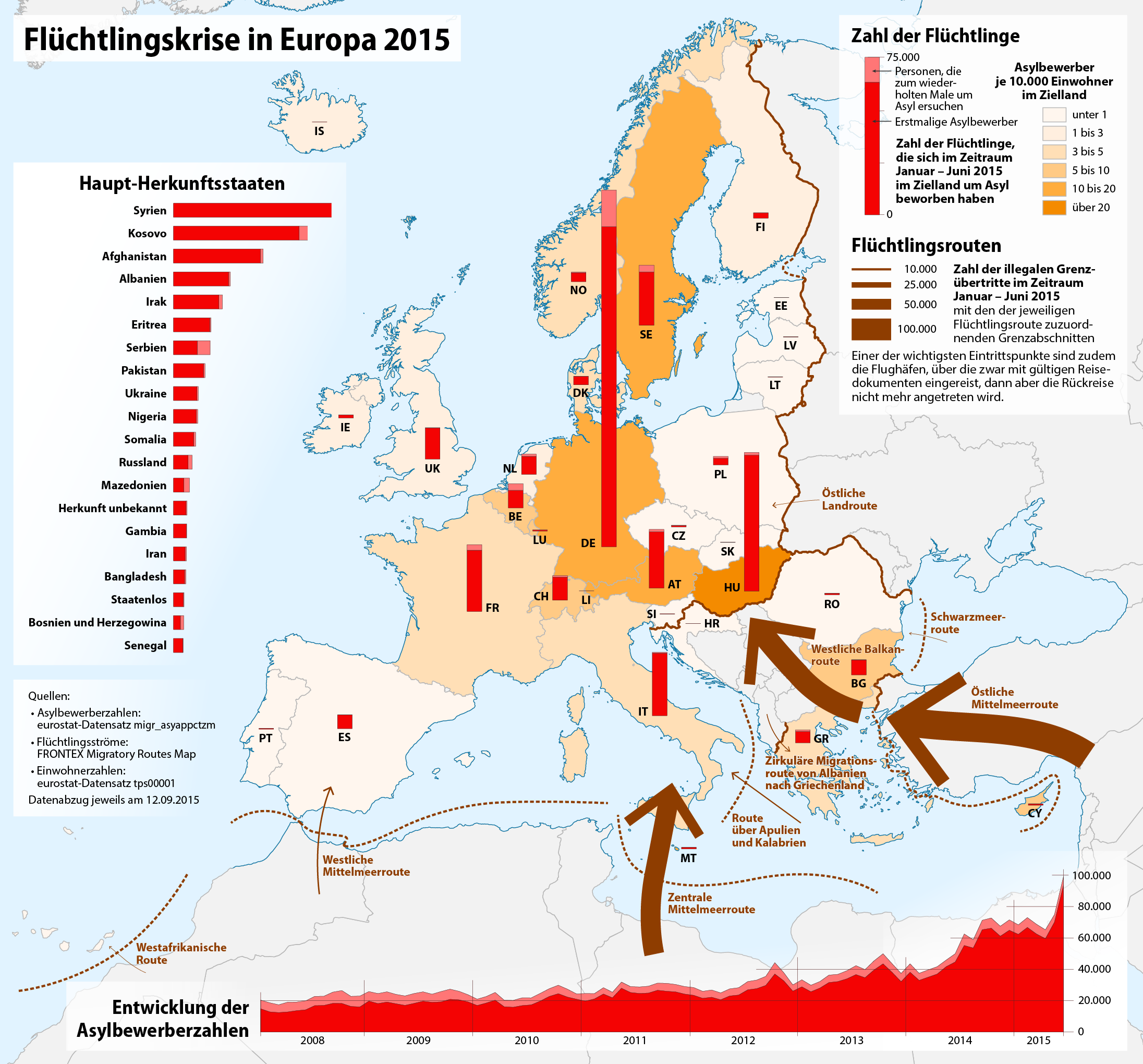
Bevándorlási adatok
Barna nyíl: bevándorlási útvonalak
Piros oszlop: migránsok létszáma országonként
Narancs árnyalat: menedékkérők lakossághoz viszonyított aránya

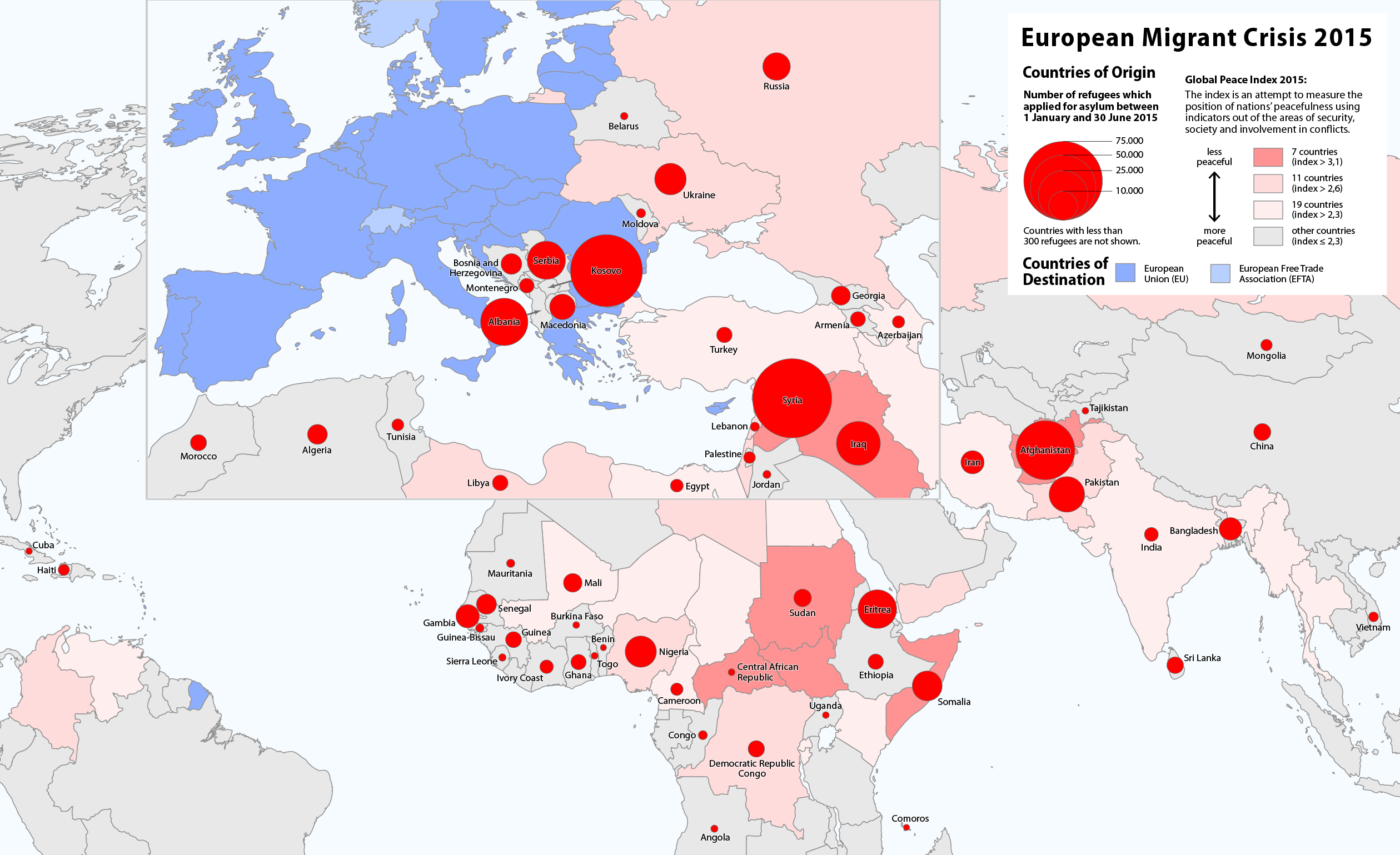

2014-ben az Európai Unió lakosságának 7%-a, 33 millió ember született az Európai Unió akkori területén kívül. Ez az arány az Amerikai Egyesült Államokban 13%, Kanadában 20%, Ausztráliában 27%. 2010 és 2013 között a menekültek és a menedékjogot kérvényezők mellett átlagosan évi 1,4 millióan vándoroltak be az Európai Unióba, kis mértékben csökkenő tendencia mellett.
Egy 2013-as ENSZ-jelentés szerint az egy országra jutó bevándorlók alapján Németországban élt a világon a harmadik legtöbb migráns. Eszerint Nagy-Britanniában, Franciaországban, Németországban és Spanyolországban a lakosság több mint egytizede, Olaszországban közel egytizede volt bevándorló, míg Svédországban a lakosság közel 16%-a. 2012-ből való hivatalos statisztikák szerint a Németországban tartózkodó külföldi állampolgárok, vendégmunkások, bevándorlók és menekültek a teljes lakosság 20%-át tették ki.
Az ENSZ Menekültügyi Főbiztossága (UNHCR) szerint az Európai Unió tagállamai közül a következők fogadták be a legtöbb menekültet 2014 végéig: Franciaország (252 264), Németország (216 973), Svédország (142 207) és az Egyesült Királyság (117 161).
2014 előtt a Frontex adatai alapján az Európai Unió külső határain a legtöbb illegális határátlépést 2011-ben követték el, szám szerint 141 051 alkalommal.
Számos kényszerítő és vonzó tényező befolyásolja az európai országok felé a migrációt. A bevándorlók származási országának és célországának összefüggő gazdasági, környezeti, politikai és társadalmi összetevője vezérli.

### A schengeni egyezmény és a dublini szabályozás
A schengeni szerződés 26 tagja között a belső határellenőrzést eltörölték, a külső határokat viszont az illető tagállamnak szigorúbban kell ellenőriznie és védenie.
Az Európai Unió 1999 óta dolgozik egy, a genfi konvencióval összhangban lévő közös európai menekültügyi szabályozás kialakításán. Ennek része a dublini rendelet (a 2013-ban elfogadott új rendelet 'Dublin III néven ismert), mely azt szabályozza, hogy az unióba érkező menedékkérők kérelmét melyik tagállamban kell elbírálni.

### Globális menekültválság
Az UNHCR adatai szerint 2014 végéig az otthonukból elűzöttek száma elérte az 59,5 milliót, ami a második világháború vége óta a legmagasabb, és 2011 óta 40%-os emelkedést mutat. Ezek közül a palesztin menekülteket nem számítva 14,4 millió menekült, ami 2,3 millióval több, mint 2013 végén (+23%), és 1,8 millió menedékkereső. 2014-ben a szír menekültek voltak a legtöbben (3,9 millió, 1,55 millióval több, mint az előző évben), megelőzve az afgánokat (2,6 millió), akik három évtizedig a legtöbb menekültet adták. Habár a legtöbb szír menekült a szomszéd országokban (Törökország, Libanon, Jordánia) kért menedéket, az Európában menedéket kérő szírek száma 2015 júliusában elérte a 348 540-et.

### A válság kezdete
2007 és 2011 között nem volt jellemző, hogy a Közel-Keletről és Afrikából származó, dokumentumok nélküli migránsok tömegesen átkelhettek Törökországból Görögországba. 2012-ben az adósságválságban levő Görögországnak sikerült kerítésépítéssel a szárazföldön átkelők számát 95%-kal csökkentenie. A kerítés a határ közelében épült, és nem követi a Marica folyó vonalát. 2015-ben Bulgária felújította határvédelmét, hogy megelőzze a menekültáradat beözönlését Törökországból.
Észak-Afrikában korábban stabil államnak tűnő országokban nagyot változott a helyzet, és a második líbiai polgárháború megkönnyítette a tengerre szállást, mert megszűntek a Líbia kikötőit ellenőrző központi hatóságok, és ez az embercsempész-hálózatok felvirágzásához vezetett. Emiatt a jobb megélhetés reményében korábban Líbiában letelepedett afrikaiak közül sokan útnak indultak Európa felé.
A 2013-as lampedúzai hajótörés több mint 360 migráns halálát okozta. Ezért az olasz kormány kezdeményezte a Mare Nostrum műveletet, ami egy nagyszabású akció volt a migránsokat szállító hajók felderítésére és kétéltű járművekkel történő mentésre. 2014-ben az olasz kormány abbahagyta a műveletet, mivel egyedül már nem bírta el a költségeket. A felderítés és a mentés vezetését a Frontex vette át, Triton művelet néven. Az olasz kormány kérte a többi uniós tagállam támogatását, de senki sem járult hozzá. Az Egyesült Királyság aggályát fejezte ki amiatt, hogy a mentési akciók bátorítani fogják a migránsokat erre a veszélyes útra, ami még több ember tragikus halálát fogja okozni. A Triton mindössze két mentőhelikopterrel, három hajóval és hétcsapatnyi személyzettel rendelkezik. Költségvetése havi 2,9 millió euró.

### A vándorlási hullám okai

#### Közel-Kelet

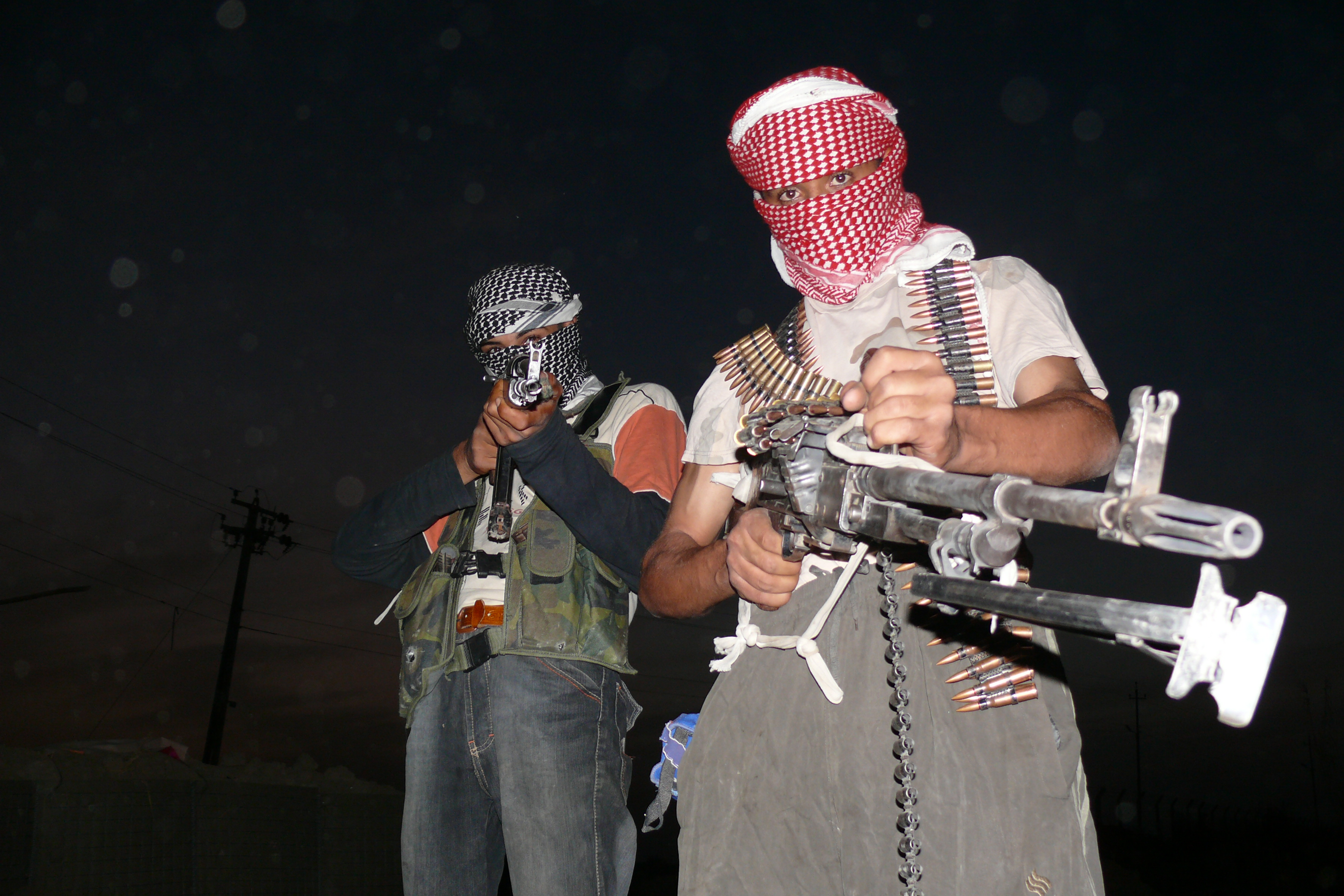
Iraki felkelők 2006-ban

A Közel-Keleten a válság okai összetettek: az iszlám civilizációs válságtól az első világháború utáni békekötéseken, az arab nacionalizmusok kudarcán és a vahhábizmuson át a globális klímaváltozásig terjednek.
A térség destabilizálódásában jelentős mérföldkő volt a 2003-ban kezdődött iraki háború. Az amerikai intervenció eltávolította az erős kezű szekuláris diktátort, Szaddám Huszeint, a háború következményeként azonban darabjaira hullott az első világháború után mesterségesen létrehozott állam, melynek helyét vallási, törzsi és etnikai alapú rivalizálás töltötte be. Hamarosan máig tartó polgárháború alakult ki, mely több százezer áldozatot követelt. Felborult a térségben a szunnita–síita erőegyensúly is: az Irán befolyása alá kerülő iraki állam radikális szunnita csoportjait Szaúd-Arábia kezdte el támogatni. Létrejött az Iraki al-Káida nevű terrorszervezet, és a polgárháború elől több millióan menekültek a szomszédos Szíriába. 2011-ben Irakban az amerikaiak befejezték szárazföldi hadműveleteiket, és kivonták egységeiket az országból.

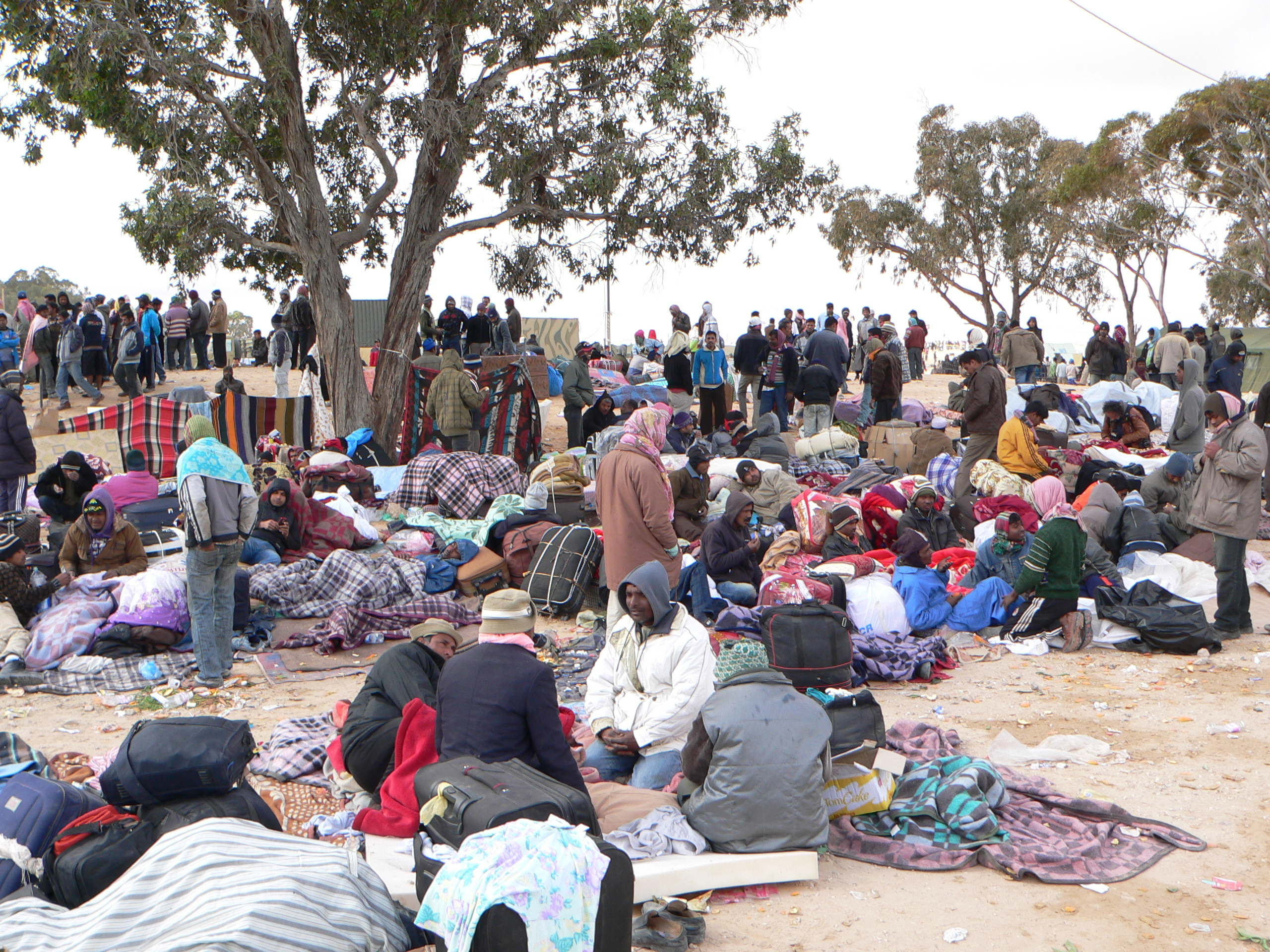
Bangladesi menekültek egy tunéziai menekülttáborban

A 2010-ben Tunéziában kezdődött, arab tavasz néven ismert eseménysorozat során 2011 februárjában Líbiában is tüntetések kezdődtek, melyek ellen Moammer Kadhafi tábornok brutálisan lépett fel. A nyugati nagyhatalmak – elsősorban Franciaország és az Egyesült Királyság – légicsapásokkal próbáltak véget vetni a vérengzésnek. A szekuláris diktatúra összeomlása után azonban rövid útkeresés után Líbia is szétesett, és versengő milíciák csataterévé vált. 2015-re az Iszlám Állam is megszerezte egy 200 km-es partszakasz ellenőrzését a káoszba fulladt országban. A diktatúra összeomlása egyúttal az Afrika belsejéből Európába igyekvő migránsok előtt is megnyitotta az utat.

A háborús pusztítások nyomai Aleppóban (2013)

A tüntetéshullám 2011 elején érte el Szíriát is. Az országban a helyzet az Aszad-rezsim erőszakos fellépése nyomán rövidesen máig tartó polgárháborúvá eszkalálódott. A konfliktusban Irán és a Hezbollah a kormányerők, míg Szaúd-Arábia, Katar és Törökország a felkelők támogatására sietett; később Oroszország is Aszad, míg az Egyesült Államok a „mérsékelt” felkelők pártját fogta. A polgárháborúban ugyanakkor teret nyertek a szélsőségesek is. Szíriában egyszerre ütközik az orosz, az iráni, a síita és a szunnita álláspont.
A térség két legbefolyásosabb állama – a síita Irán és a szunnita Szaúd-Arábia – között folyó hatalmi vetélkedés mára számos térségbeli országban jelenik meg proxiháborúként Szíriától Irakon át Jemenig.

#### Afganisztán
Afganisztán 1978-ig szegény, de stabil országnak számított. Ekkor szovjetbarát erők forradalmat hajtottak végre, majd az ellenállással szembesülve katonai segítséget kértek. A szovjet intervenció kudarcot vallott, az Egyesült Államok által támogatott iszlamista felkelők azonban megerősödtek. A tálibok 1996-tól 2001-ig uralmuk alá hajtották az ország jelentős részét: itt született meg a modern iszlamista terror és az Al-Káida. A 2001. szeptember 11-ei terrortámadásokra válaszul megkezdődött az afganisztáni háború, és az országban azóta sem normalizálódott a helyzet.

#### Afrika
Eritreában a kormány elnyomó politikát folytat, az alapvető emberi jogokat sem tartják tiszteletben. A katonai szolgálat egy évig tart, de akár többször is meghosszabbíthatják több évre.
Nigéria északi részén működik a Boko Haram.
Dél-Szomáliát az iszlamista Al-Shabaab ellenőrzi.

## Vándorlás

### Statisztikák
| Tengeren és szárazföldön érkezők 2014-ben nemzetiség szerint | Tengeren és szárazföldön érkezők 2014-ben nemzetiség szerint |
| ------------------------------------------------------------ | ------------------------------------------------------------ |
| Szíria                                                       | 79 169                                                       |
| Eritrea                                                      | 34 586                                                       |
| Szub-szaharai nem azonosított országok                       | 26 341                                                       |
| Afganisztán                                                  | 22 132                                                       |
| Koszovó                                                      | 22 069                                                       |
| Mali                                                         | 10 575                                                       |
| Albánia                                                      | 9 323                                                        |
| Gambia                                                       | 8 730                                                        |
| Nigéria                                                      | 8 715                                                        |
| Szomália                                                     | 7 676                                                        |
| Egyéb                                                        | 54 216                                                       |
| Összesen                                                     | 283 532                                                      |

Az Európai Unióban beadott menedékkérelmek száma 1992-ben érte el a csúcsot 672 ezer fővel. Ezt követően 2001-ben volt egy újabb csúcs 424 ezer fővel, majd a menedékkérelmek száma 2006-ra fokozatosan 200 ezer alá süllyedt. Ezt követően ismét fokozatosan emelkedni kezdett, majd az emelkedés felgyorsult: 2013-ban 431 ezer, 2014-ben pedig már 626 ezer menedékkérelmet regisztráltak.
A menedékkérelmek számának emelkedése 2014-ben főként a Szíriából, Eritreából, Koszovóból, Afganisztánból és Ukrajnából, kisebb részt az Irakból, Szerbiából, Nigériából és Gambiából érkezők számának növekedéséből adódott. A menedékkérők 20%-a (122 ezer fő) érkezett Szíriából, míg az afgánok aránya 7%-ot, a koszovóiaké és eritreaiaké 6%-ot, a szerbiaiaké 5%-ot tett ki. A menedékkérők 26%-a 18 év alatti, 54%-a 18–34 év közötti volt; utóbbi korcsoportban háromnegyed volt a férfiak aránya. A legtöbb kérelmet Németországban (203 ezer), Svédországban (81 ezer), Olaszországban (65 ezer), Franciaországban (64 ezer) és Magyarországon (43 ezer) adták be. Ez Olaszországban 143%-os, Magyarországon 126%-os emelkedést jelentett az előző évihez képest. Magyarországon a menedékkérők mintegy fele koszovói volt, a többi főként afgán és szír. Az Európai Unióban első fokon a menedékkérelmek 45%-át bírálták el pozitívan. A lakossághoz viszonyítva a legtöbb menekültkérelmet Svédországban, Magyarországon és Ausztriában nyújtották be: 1000 lakosonként ez rendre 8,4; 4,3 és 3,3 kérelmet jelent. Ugyanakkor a pozitív elbírásálban részesülők aránya jelentősen eltért országonként, míg pl. Svédországban a kérelmek 77%-át fogadták el, ez Magyarországon csak 9% volt 2014-ben.
A Nemzetközi Migrációs Szervezet szerint 2014-ben 3072-en haltak meg vagy tűntek el, miközben Európába próbáltak eljutni a Földközi-tengeren keresztül. Becslések szerint több mint 22 ezren haltak meg ezen az úton 2000 és 2014 között. 2014-ben 283 532 migráns szabálytalanul lépett az Európai Unió területére, többségük a balkáni, a keleti földközi-tengeri és a közép-földközi-tengeri útvonalakon. A migránsok közül 220 194 valahol a Földközi-tengeren lépte át a határt.
A 2014-ben Dél-Európába érkezettek közül a nagy többség (170 664 fő, ami 277%-os növekedés 2013-hoz képest) Olaszországba érkezett Líbián keresztül. Ennél kevesebben (50 834-en, ami 105%-os növekedés) érkeztek Görögországba Törökországon keresztül. 62 ezren Olaszországban adtak be menedékkérelmet, de a többiek folytatták útjukat északnak, többek között Németországba és Svédországba.
2015-ben megváltozott a helyzet, és Olaszország helyett Görögországba érkeztek többen. Már az első hat hónapban meghaladták a teljes előző évi létszámot. 67 500-an érkeztek Olaszországba, közülük 25% Eritreából, 10% Nigériából, 10% Szomáliából. 68 ezren a görög szigeteken kötöttek ki, közülük 57% Szíriából, 22% Afganisztánból. 2015 első felében összesen 137 ezren keltek át a Földközi-tengeren.
2015 első három hónapjában 184 800 menedékkérelmet adtak be, ami 86%-os növekedés 2014 azonos időszakához képest, de stabil 2014 utolsó negyedévéhez képest. A legtöbben a következő országokból érkeztek: Koszovó (48 875 fő), Szíria (29 100 fő) és Afganisztán (12 910 fő). 2015 augusztusában a német kormány bejelentette, hogy 800 ezer menedékkérőt várnak az év végéig, többet, mint amennyien az egész Európai Unióba érkeztek 2014-ben. 2015 júliusáig a szírek voltak a legtöbben 44 417 kérelemmel, míg a kérelmek 40%-át balkániak nyújtották be, akik azonban nem kaphatnak menekült státuszt.
2015. január 1-től április 17-ig összesen 21 191 migráns érte el Olaszország partjait. Az időjárás viszontagságai miatt márciusban visszaesett a számuk, de április 10-től újra emelkedni kezdett, és elérte az előző év hasonló időszakának létszámát. 2014 első négy hónapjában 96 haláleset történt, 2015 hasonló időszakában 500, amiben nincsenek benne az április 13-ai és 19-ei hajótörés áldozatai. 2015 augusztusának elején az ENSZ Menekültügyi Főbiztosa azt mondta, hogy 2015-ben 250 ezren érkeztek a tengeren át Európába, 124 ezren Görögországba és 98 ezren Olaszországba. Júliusban egyetlen hónap alatt 107 500-an érkeztek. 2015 augusztusában az Európai Bizottság szóvivője rendkívül sürgetőnek nevezte a helyzetet, és közös európai választ sürgetett.

### Útvonalak
A Frontex a következő – tengeri és szárazföldi – vándorlási útvonalakat tartja nyilván:
- nyugat-afrikai útvonal (Nyugat-Afrikából a tengeren át a Kanári-szigetekre);

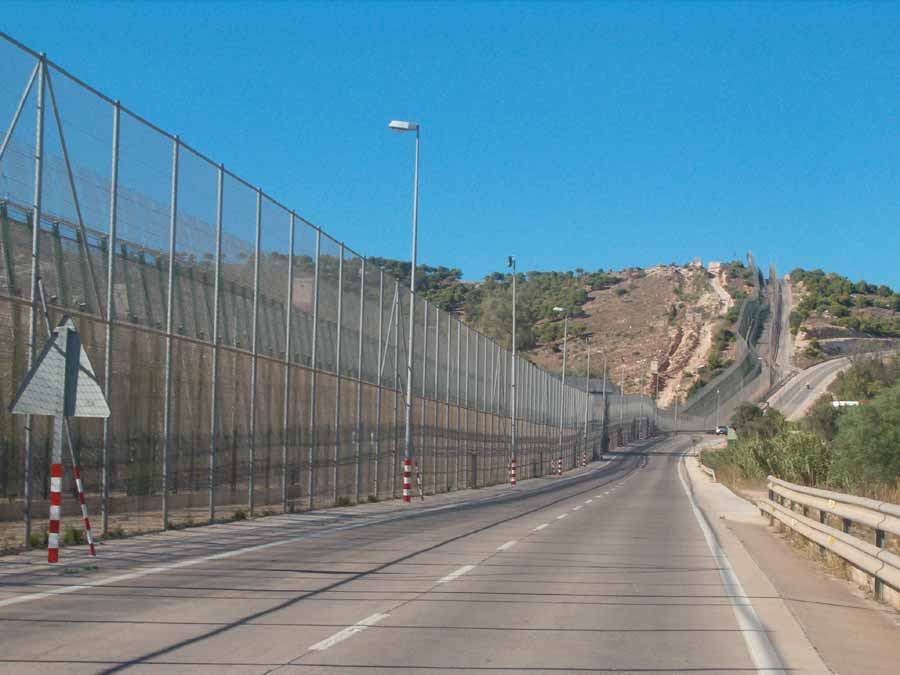
Négy méter magas kerítés a spanyol exklávé, Melilla szárazföldi határán, Marokkóban

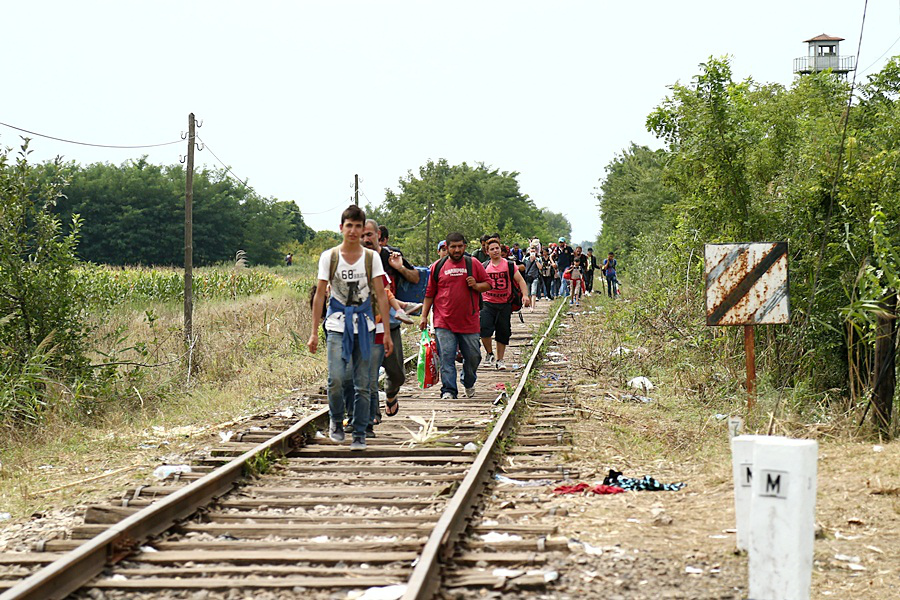
Érkező menekültek a on 2015 augusztusában

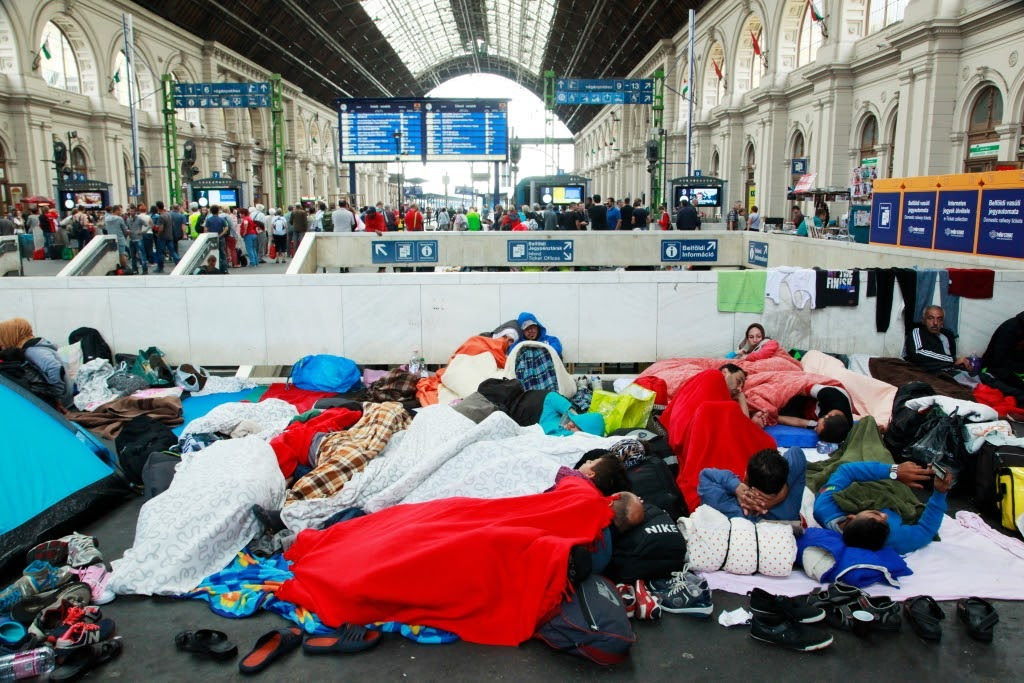
Menekültek a budapesti Keleti pályaudvaron 2015. november 4-én

- nyugati földközi-tengeri útvonal (Észak-Afrikából a tengeren át, vagy Ceuta és Melilla szárazföldi határán át Spanyolországba);
  - apuliai és calabriai útvonal (Törökországból, Egyiptomból és Görögországból a tengeren át Dél-Olaszországba): 2014 októberétől a középső földközi-tengeri útvonal részeként tartják nyilván;[61]
- kerülő útvonal Albániából Görögországba;

- keleti határok útvonal Kelet-Európa felől.

2015 első félévében a három legnagyobb számú illegális határátlépést (illegal border crossing) regisztráló útvonal a keleti földközi-tengeri (132 240), a részben ennek folytatását képező nyugat-balkáni (102 342), valamint a középső földközi-tengeri (91 302) volt; a többi útvonal néhány száz vagy néhány ezer fős forgalma ezektől lényegesen elmaradt.

#### Középső földközi-tengeri útvonal
Észak-Afrikából – elsősorban Líbiából – a tengeren át Máltára és Olaszországba, pl. Lampedusa szigetére vezető útvonal.

#### Keleti földközi-tengeri útvonal
Törökországból induló tengeri vagy szárazföldi útvonal Görögországba és innen a nyugat-balkáni útvonal kezdődik.

#### Nyugat-balkáni útvonal
Koszovóból Szerbián keresztül vagy a keleti földközi-tengeri útvonal után Görögországon, Macedónián, Szerbián keresztül, illetve Törökországból Bulgárián át Magyarországra tartó útvonal.

## Motivációk
A migránsok motiváció változatosak, hisz sokféle ember, sokféle országból érkezik. Az ENSZ 2015. júliusi becslése szerint 62%-uk menekült, akik háború vagy üldöztetés elől menekülnek, politikai vagy vallási okokból. Arányaiban a legtöbb elfogadott kérelmet a következő országokból származók nyújtották be: Szíria (94%), Eritrea (90%), Irak (88%), Afganisztán (66%), Irán (65%), Szomália (60%), Szudán (53%). A többi országból jövők kérelmeinek többségét visszautasították. Az ezekből az országokból érkezők a Görögországban az Európai Unióba lépettek 90%-át és az Olaszországban belépők 47%-át alkották 2015 augusztusáig az UNHCR szerint. A Nyugat-Afrikából, a Nyugat-Balkánról és a Dél-Ázsiából érkezők inkább gazdasági bevándorlók, akik a szegénység és a munkanélküliség elől jönnek szerencsét próbálni az Európai Unióba.

## Migrációs útvonalak

### Málta
2008 és 2012 között Máltán ment át arányaiban a legtöbb migráns: 1000 lakosra 21,7 jutott. 2011-ben többségük Szíriából, Nigériából, Eritreából és Szomáliából érkezett. 2012-ben a többséget a szomáliaiak tették ki.

### Spanyolország
Melilla és Ceuta, a Marokkóval szomszédos autonóm városok Afrika északi partjain az egyedüli területei az Európai Uniónak, amelyeknek szárazföldi határuk van Afrikában. 2014-ben megnőtt azoknak a dokumentumok nélkül érkezőknek a száma, akik itt léptek be az Európai Unióba.

### Olaszország
Minden hónapban több ezren igyekeznek a Földközi-tengeren át az Európai Unióba, és hajózásra kevéssé alkalmas járműveken, halászbárkákon kockáztatják életüket. Sokuk háborútól gyötört vagy szegénységtől sújtott országokból jön jobb életre vágyva az Európai Unióba. Olaszország, különösen a déli Lampedusa szigete nagy számú menekültet kap Afrikából és a Közel-Keletről Líbia ellenőrizetlen partjairól embercsempészek lélekvesztőin utazva.
2013-ban Ferenc pápa első Rómán kívüli hivatalos útja ide vezetett. A pápa imádkozott a migránsokért, az élőkért és a holtakért. 2013 októberében egy hajótörésben a több mint 500, főként eritreai és szomáliai migránst szállító hajó elsüllyedt, és több mint 300-an a tengerbe fulladtak Lampedusa partjainál.
2014-ben 170 100 migráns érkezett tengeren át Olaszországba, ami 296%-os növekedés 2013-hoz képest. Közülük 141 484 Líbiában szállt tengerre. Legtöbbjük Szíriából, Eritreából és több nyugat-afrikai országból érkezett.
2015 januárjától áprilisig 1600 migráns halt meg ezen az úton, ezzel az a világ legveszélyesebb vándorlási útvonalává vált.

### Görögország
A migránsok a balkáni útvonalon, Törökországon keresztül a schengeni területen először Görögországba lépnek be. Az adósságválsággal küzdő Görögország a schengeni kötelezettségét nem teljesítette, nem próbálta meg megállítani a migránsáradatot, és a migránsok nagy részét nem regisztrálja. 2015 első félévében csak összesen 6000 főt regisztráltak. E helyett szervezett formában, buszokkal, vonatokkal igyekeznek minél előbb tovább szállítani a regisztrálatlan migránsokat.
A migránsok Kosz, Leszbosz és Khíosz szigeteire érkeznek 6 kilométeres tengeri úton Törökországól. 2015 júniusában 124 ezren érkeztek, ez 75%-os növekedés az előző év hasonló időszakához képest. Legtöbbjük Szíriából, Afganisztánból és Irakból érkezett. Görögország az Európai Unióhoz fordult segítségért. UNCHR European Director Vincent Cochetel szerint a migránsok ellátása a görög szigeteken nem megfelelő, és teljes a káosz. A 25 perces hajóútért az embercsempészek 1000-1500 dollárt kérnek.
Az Égei-tengeren járőröző Poszeidón gyenge felszereltsége és finanszírozottsága miatt mindössze 11 parti hajóval, 1 tengerjáróval, két helikopterrel, két repülővel és 18 millió euróval rendelkezik. 2015 augusztusában minden éjjel több száz csónak kelt át Görögországba, tele migránsokkal. A migránsok okostelefonokon tájékozódva ismerik az összes illegális útvonalat és a hozzájuk tartozó tarifákat. Thesszalonikiből Németországig 3000-4000 euróba kerül mely hozzávetőlegesen egymillió forintnak megfelelő összeg, Nagy-Britanniáig 10-12 ezer euróba kerül az út. (Mely körülbelül 3 millió forint.) A migránsok össze is verekednek, hogy ki ülhessen csónakba.
2015 augusztusában naponta száz hajó szállította Görögországba az illegális bevándorlókat. A törökországi Bodrumtól a görög Kos szigetig 1000 és 1500 dollár közötti összeget kellett fizetni az embercsempészeknek. Hogy a bevándorlók eljuthassanak Németországig további 3000 és 4000 eurót kellett fizetniük a bűnözői csoportoknak. A vajdasági magyarok ugyanúgy kivették a részüket a jövedelmező üzletből. Egy vajdasági embercsempész azt állította, hogy a határ menti magyar falvakban több százan is foglalkozhatnak emberek csempészetével. Egy, a migrációs válság kirobbanása előtt készült dokumentumfilm részletesen bemutatja a jelenséget.
2015 szeptemberében a hároméves Alan Kurdi fényképe járta be a világot, aki családjával együtt tengerbe fulladt. Felfújható csónakjuk nem sokkal a törökországi Bodrum elhagyása után lyukadt ki. Konstantinosz Vardakisz, az Európai Unió vezető diplomatája Bagdadban azt mondta a The New York Times újságírójának, hogy 2015. augusztus közepétől naponta 250 iraki érkezett a görög szigetekre.

### Magyarország

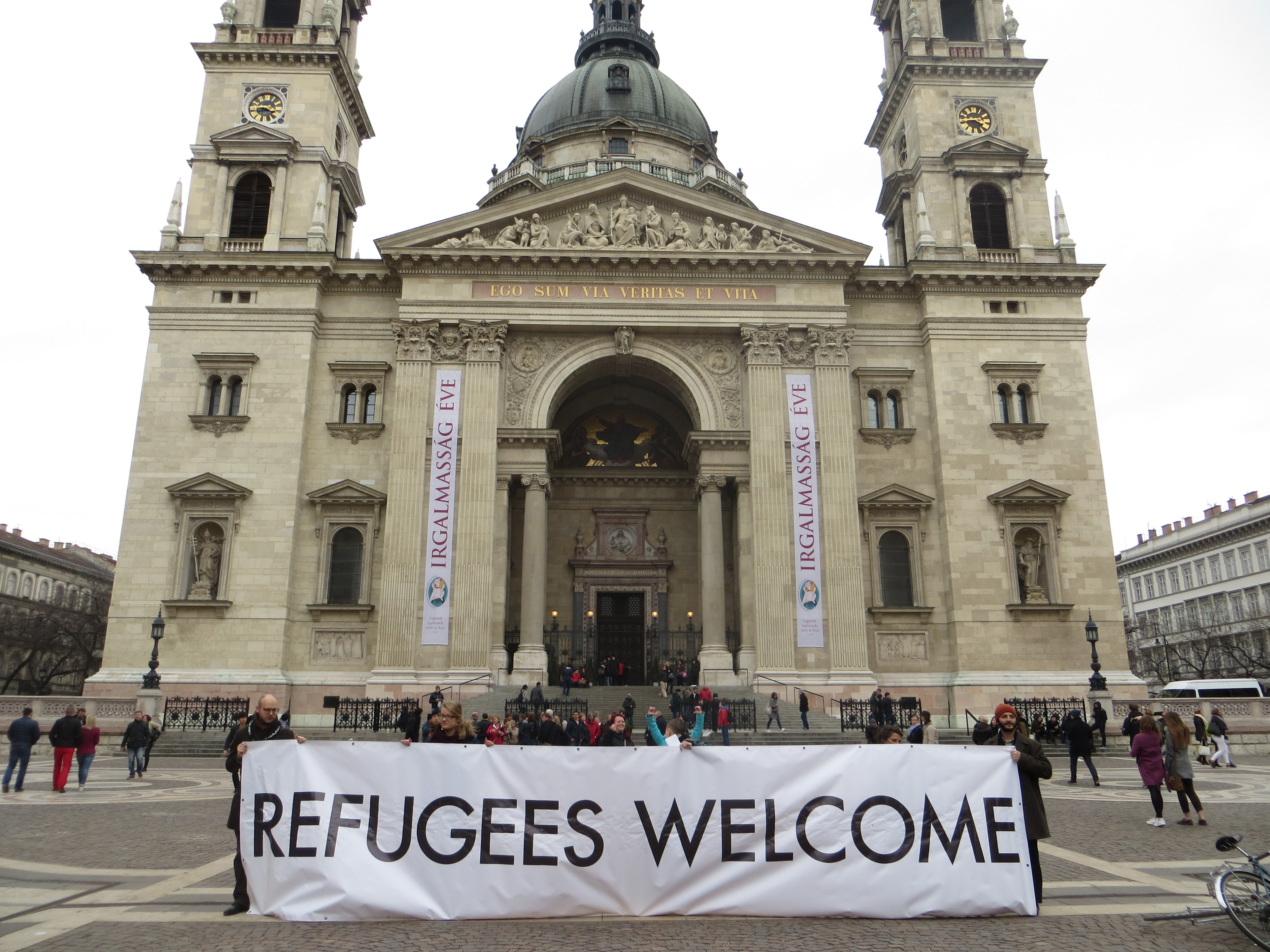
2016. március 12., Magyarország, Budapest

Görögországot elhagyva a migránsok Macedónián és Szerbián keresztül szervezett formában lépnek be újra a szerb–magyar határon keresztül a schengeni övezetbe.
2015 júniusában a magyar kormány azt nyilatkozta, azt fontolgatják, hogy a Szerbiából beáramló illegális migránsok okozta problémát határzár létesítésével, valamint egyéb, például az államhatár védelmét szolgáló jogi eszközökkel kezeljék.
2015. június 15-én a magyar kormány műszaki határzár építését jelentette be a déli, szerb határ mentén. A tervek szerint a kerítés 4 méter magas és 175 kilométer hosszú lett volna, azonban augusztus végéig csak részben készült el. Orbán Viktor azt ígérte, hogy 2015 végéig befejezik az építkezést, amit sokan kritizáltak, és más módszereket javasoltak.

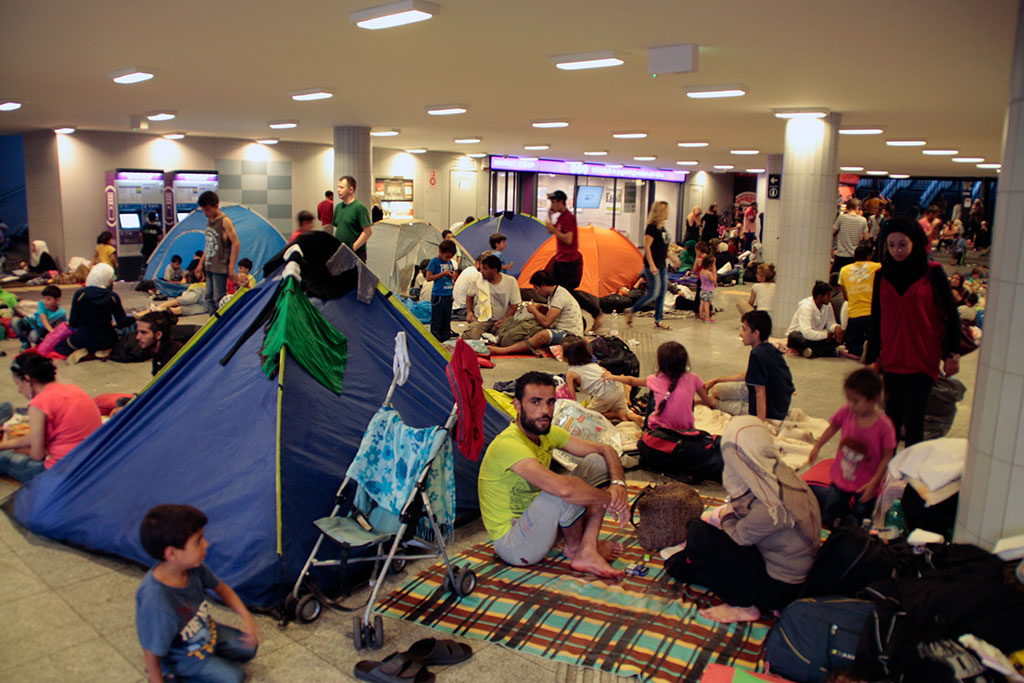
Menekültek a Keleti pályaudvar aluljárójában 2015 szeptemberében

2015 augusztusának végén Angela Merkel nyilatkozatot tett közzé, mely szerint a Szíriából érkezettek esetében nem küldi vissza a menekülteket abba az EU-s országba, ahol beléptek. Amikor Angela Merkel nyilatkozatának és a magyar határzár építésének híre eljutott a migránsokhoz, a többségük vagy megtagadta a magyarországi regisztrációt és a Magyarországgal együttműködést, vagy regisztrált, de azok közül, akik regisztráltak és menedékkérelmet adtak be, sokan nem várták meg kérelmük elbírálását, hanem még az elbírálás előtt elhagyták az országot. 2015. szeptember 2-áig 159 968 illegális határátlépőt regisztráltak Magyarországon, de csak 148 643 menedékjog iránti kérelmet adtak be.
2015. augusztus végétől Magyarország az uniós menekültügyi jogszabályok miatt csak úti okmánnyal és érvényes vízummal szerette volna továbbengedni a migránsokat, ezért a Keleti pályaudvaron feltorlódott migránsok tüntetni kezdtek. Többek között emiatt, valamint az illegális határátlépések és a gyűjtőpontokról kitörések miatt a kialakult helyzetet Orbán Viktor miniszterelnök migránsok lázadásaként értékelte.
2015. szeptember 3-án Orbán Viktor védte a kerítést, rámutatva a Keleti pályaudvaron kialakult káoszra, és kritizálta, hogy egyes országok nem akarják lebeszélni a migránsokat arról, hogy Európába jöjjenek. Ugyanezen a napon a rendőrség a vonatra felterelt migránsokat megpróbálta Bicskénél leszállítani és az ottani menekülttáborba vinni, de a migránsok nem voltak hajlandók leszállni. A vonat nem mehetett tovább.

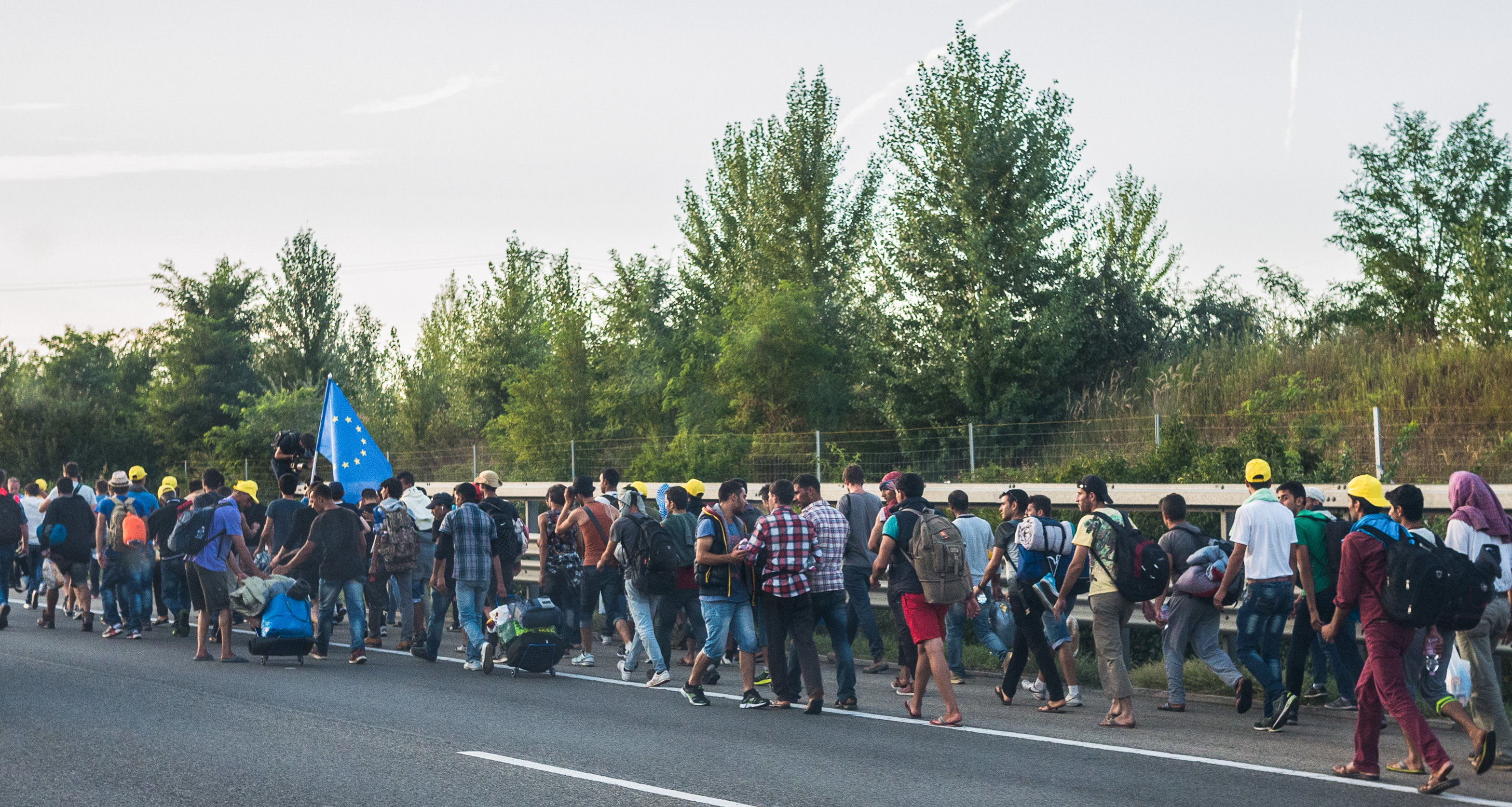
Menekültek vonulnak az M1-es autópályán Ausztria felé 2015 szeptemberében

2015. szeptember 4-én migránsok ezrei indultak el a Keleti pályaudvartól gyalog Ausztria és Németország felé. A magyar rendőrség felügyelte a vándorlást, és részleges útlezárásokkal próbálta biztosítani a vándorlási útvonalon haladó tömeg biztonságát, majd aznap éjjel a magyar kormány úgy döntött, hogy a gyalogos vándorlás és a közlekedési káosz megszüntetése érdekében buszokat küld, így az éjszaka a BKV és BKK-nak alvállalkozó Volánbusz autóbuszai érkeztek meg a Keleti pu.-hoz, hogy elszállítsák az illegálisan vándorlókat Hegyeshalomig, Ausztria határáig.
2015. szeptember 5-én Angela Merkel újabb nyilatkozatot tett közzé, mely szerint „a politikai menedékjogra jogosultak befogadásának nincs felső korlátja”. Ennek hatására még több migráns indult meg Magyarországon keresztül Németország felé, Băsescu volt román elnök pedig kijelentette, hogy Schengen és a Dublini Egyezmény összeomlott.
A Századvég Alapítvány szeptember 5. és 10. között készült közvélemény-kutatása szerint a magyarok 89%-a aggasztónak vagy nagyon aggasztónak tartja az illegális bevándorlók problémáját. A megkérdezettek több mint 80%-a nem tartja elfogadhatónak az illegális határátlépést, és szigorítaná a bevándorlási szabályokat.
Szeptember 15-én Magyarországon életbe lépett az úgynevezett „jogi határzár”, vagyis éjféltől szigorodtak az embercsempészés büntetései, és azóta kiutasítással jár a műszaki határzár megrongálása és átlépése. Ugyanezen a napon a kormány Bács-Kiskun és Csongrád megyére a tömeges bevándorlás okozta válsághelyzetet hirdetett ki, melyet három nap múlva Baranya, Somogy, Zala és Vas megyére is kiterjesztett.

Szeptember 16-án a röszkei határátkelőnél erőszakba torkolló összecsapás történt a migránsok és a magyar rendőrök között, melynek során több száz ember sérült meg.
2022. július 2-án Szabadka közelében, a szerb-magyar határ egy erdős területén két migránscsoport csapott össze egymással. Az incidensre a hajnali órákban került sor és a résztvevők kézilőfegyvereket használtak egymás ellen. Az így kialakult összetűzésben eddig legalább ketten meghaltak, többen megsérültek. A helyszínre kellett emiatt vezényelni magyar részről a honvédséget és rendőrséget is. Szerbiában az összecsapás idején mintegy 6000 migráns vesztegelt. Ez volt az első eset ugyanakkor, hogy Magyarország térségében a bevándorlócsoportok lőfegyvert használtak. Felmerült továbbá, hogy a fegyvereket nem egymás, hanem a határőri erők ellen akarták használni.
Horvátország schengeni csatlakozását követően a magyar–horvát határon a kerítés lebontásra kerül.

### Horvátország

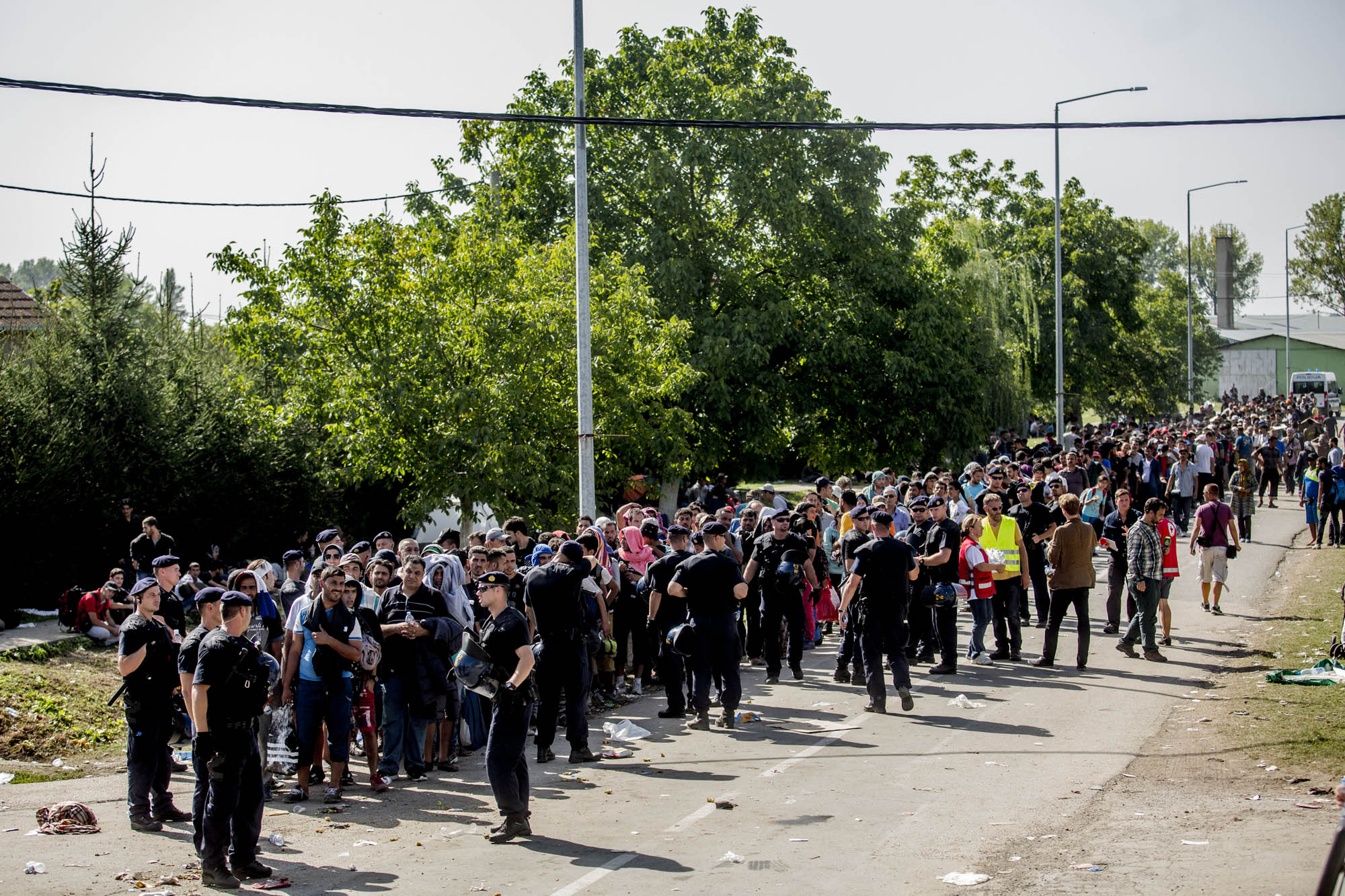
Migránsok tömege Felsőtárnokon (Tovarnik) 2015. szeptember 18-án

Horvátország Magyarországhoz hasonlóan az Európai Unió Szerbiával határos tagja. A határt 80%-ban a Duna alkotja; a fennmaradó 70 km zöldhatárként húzódik Tovarnik közelében. Ranko Ostojić horvát belügyminiszter szerint a rendőrség felkészülten várja a migránsokat. Kolinda Grabar-Kitarović horvát elnök és Vesna Pusić miniszterelnök-helyettes elutasította a kerítésépítés ötletét.  Horvátországba a szerbiai Sid városon keresztül lépnek be a migránsok, majd a szerb–horvát határt átlépve a horvátországi Tovarnik faluba érkeznek. 2015. szeptember 17-én a horvát belügyminiszter bejelentette, hogy Horvátország nem tud több migránst fogadni, és le fogja zárni Horvátország határait, miután 24 órán belül 6000 migráns lépte át a szerb–horvát határt, és a migránsok többször áttörték a rendőrkordont. Horvátország a Belgrád–Zágráb-autópályához tartozó határátkelő kivételével lezárta a közutakat és a legális határátkelő helyeket. Miután Horvátország a zöldhatár lezárásával sikertelenül próbálkozott, úgy döntöttek, nem regisztrálják a Horvátország területére érkező migránsokat, hanem tovább szállítják őket vonatokkal és buszokkal Magyarország felé.

### Szlovénia
2015. szeptember 18-án Szlovéniában erőszakkal akadályozták meg a migráns tömeg illegális határátlépését. Szlovénia megerősítette a határellenőrzést, és mozgósította a hadsereget. 100 migránst átengedtek.
Szeptember 18-án a este a horvát-szlovén határon erőszakba torkolló összecsapás történt a migránsok és a szlovén rendőrök között.

### Ausztria

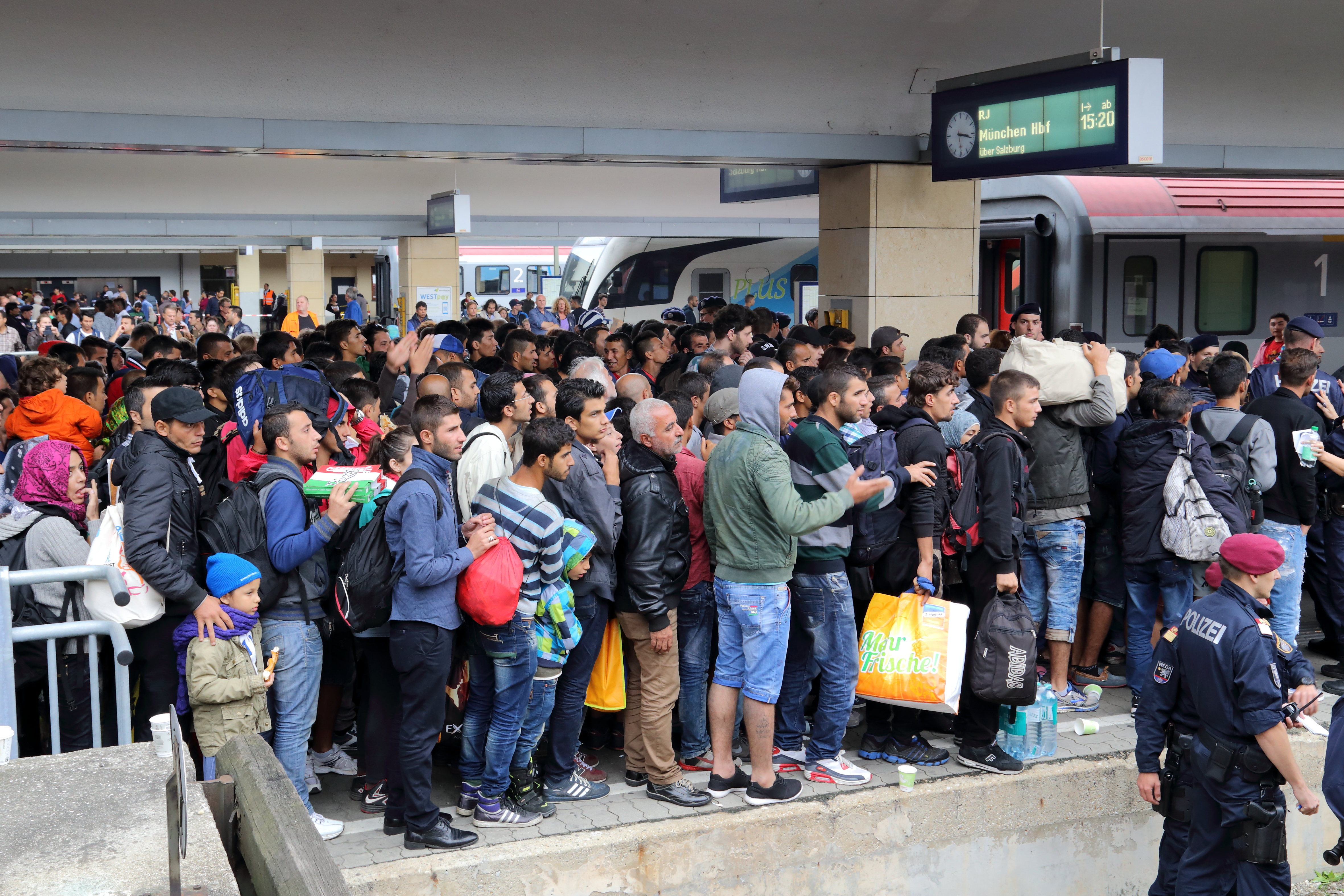
Bevándorlók a bécsi Westbahnhof pályaudvaron 2015. szeptember 5-én

2015. augusztus 27-én 71 migráns holttestét találták egy zárt légterű élelmiszerszállító kamionban. Hivatalos válaszként Ausztria vizsgálni kezdte a kamionokat és az autókat embercsempészek és migránsok után kutatva. Emiatt járművek 19 kilométeres sora állt a határátkelő előtt. A sorban állókhoz nem tudtak hozzáférni sem önkéntesek, sem mentők, de még a katasztrófavédelem sem, így a bent ülők nem kaptak vizet, ennivalót, de még vécéhasználatra sem volt lehetőségük.[forrás?]
2015. szeptember 4-én Werner Faymann osztrák kancellár csatlakozott Angela Merkel német kancellárhoz, és azt nyilatkozta, hogy segít eljuttatni a migránsokat Németországba. Szeptember 5-én 6500 migráns keresztezte a határt Magyarország felől, míg Németországba 2200-an léptek be.
2015. szeptember 14-én Ausztria, Szlovákia és Hollandia is követte a németországi példát a határellenőrzés megkezdésében. Az osztrák hatóságok 2200 katonából álló hadsereget telepítettek az osztrák–magyar határra.

### Németország
Angela Merkel kancellár szerint Európának erkölcsi és jogi kötelessége, hogy a valódi menekülteket befogadja. A legtöbb migráns célpontja Németország. 2015. szeptember 6-a óta ezrével özönlenek az országba. A The Wall Street Journal szerint az egyoldalú nyitás politikája bel- és külföldön is visszhangot keltett. Németország újból előállt a minden tagállamra kötelező kvótarendszerrel, ahogy az egyes tartományok között is kvóta alapján szerették volna szét osztani a menekülteket csoportját.
A migránsok többsége Bajorország tartomány területén lép be Németországba. Szeptember közepén a 16 tartományból, Bajorországon kívül csak két tartomány (Alsó-Szászország és Észak-Rajna-Vesztfália) volt hajlandó a tartományi kvóták szerinti elosztási tervet elfogadni. Miután 2015-ben csak szeptember 13-ig összesen 450 000 migráns érkezett Németországba, München szeptember közepére a helyi rendőrség szerint elérte befogadóképessége felső határát, Horst Seehofer bajor tartományi miniszterelnök a schengeni határok ideiglenes visszaállításának kezdeményezésével olyan intézkedések bevezetésére adott javaslatot, melyek lassíthatják, vagy megállítják a migránsáradatot. A határellenőrzés visszaállítására vonatkozó intézkedések célja Thomas de Maziere szerint a migráció rendezettségének biztosítása. Szeptember 17-én lemondott Manfred Schmidt a német menekültügyi hivatal vezetője

#### A schengeni egyezmény felfüggesztése
A német belügyminiszter szeptember 13-án bejelentette, hogy biztonsági okokból ideiglenes bevezetésre kerül Németországban a déli határ teljes, a keleti határ részleges ellenőrzése. A korlátozások célja a német belügyminiszter nyilatkozata szerint a rend visszaállítása: hogy rendezett keretek között lépjék át a határt a migránsok, valamint annak érdekében, hogy mindenkit regisztrálni tudjanak.
A korlátozások magukban foglalják az Ausztriából Németországba haladó vasúti közlekedés ideiglenes felfüggesztését, valamint a kamionok és az autók szúrópróbaszerű ellenőrzését.
Németország 4000 katonát helyezett készültségbe. Szeptember 15-én Münchenből Berlinbe tartó különvonaton migránsok többször meghúzták a vészféket és 179-en leszálltak, mert nem akartak Németországban regisztrálni.

### Dánia
Szeptember 9-én menekültek egy csoportja abban a reményben lépett be Dániába, hogy onnan Svédországba mehet. A rendőrség azonban letartóztatta őket a padborgi vasútállomáson. Dánia felfüggesztette a Németországhoz kapcsolódó vasúti közlekedést, és a közutakat is lezárta, ahol migránsok százait akadályozta meg a határ átlépésében.

### Franciaország
2015 nyarán legkevesebb kilencen haltak meg, miközben Nagy-Britanniába akartak eljutni, akár a vonatról leesve, akár elgázolva, akár a csatornába fulladva az Eurotunnel bejáratánál.

## Reakciók
Európában több súlyos, időnként halálos baleset történt az embercsempészek embertelensége miatt. Az embercsempészek többnyire teherautókat használnak, ami tovább növeli a balesetek kockázatát. Egyes balesetek nemzetközi visszhangot keltenek, mint például a nagyobb hajótörések, a vízbe fulladt hároméves kisfiú, vagy a kamionban elhunyt 71 migráns Ausztriában a magyar határ közelében.

### Európai Unió

2015. április 15-én Matteo Renzi olasz miniszterelnök visszatért Mantovából Rómába, és tanácskozott a kormány tagjaival. Telefonon beszélt François Hollande francia elnökkel és Joseph Muscat máltai miniszterelnökkel. Egyetértettek abban, hogy össze kellene hívni az Európai Unió belügyminisztereit a migránsok életének megmentése érdekében. Renzi az embercsempészetet modern kori rabszolga-kereskedelemnek nevezte, míg Muscat miniszterelnök az április 19-ei szerencsétlenséget az utóbbi öt év legnagyobb tragédiájának tekintette. Hollande az embercsempészeket terroristáknak nevezte, akik emberi életekkel játszanak. Aydan Özoğuz, a német kormány bevándorlási minisztere szerint, mivel a melegebb időjárással több migránsra kell számítani, a mentőakciókat is újra kell indítani. Illúzió volt, hogy a Mare Nostrum művelet leállítása visszatartja a migránsokat attól, hogy átkeljenek a Földközi-tengeren. Federica Mogherini egy közös európai akciótervet sürgetett április 20-án Luxemburgban.
Egy sajtókonferencián Matteo Renzi megerősítette, hogy Olaszország rendkívüli európai tanácskozást hívott össze olyan hamar, amilyen hamar csak lehet. Az ötlettel több politikus is egyetértett. Április 19-én az angol Nigel Farage bejelentette, hogy Nagy-Britannia várja a Líbiából menekülő keresztényeket, és David Cameront és Nicolas Sarkozyt tette felelőssé a migránsok tengerbe fulladásáért. Cameron április 20-án válaszolt a javaslatra, ami közös tanácskozást hívott össze egy közös megoldás érdekében. A gyűlés összehívására még arra a hétre adott egy időpontot.
Április 20-án az Európai Bizottság előállt tízpontos tervével:
- A földközi-tengeri akciók megerősítése további források és eszközök biztosításával. A Frontex keretein belül műveleti terüket is kiterjesztik.
- Az embercsempészek által használt vízi járművek megsemmisítése, az Atalanta hadművelet sikere alapján a Földközi-tengeren is eredményes lehet (2008-ban az Atalanta keretében kalózok hajóinak megsemmisítését kezdték a Vörös-tenger bejáratánál).
- Az Europol, Frontex, EASO és Eurojust működésének összehangolása, rendszeres találkozók szervezése.
- Az EASO csapatai nyújtsanak segítséget Görögországnak és Olaszországnak a menekültkérelmek intézésében.
- A tagállamok vegyenek ujjlenyomatot a migránsoktól.
- Gondolják át a vészhelyzeti költöztetés lehetőségét.
- Projekt a letelepítésre, amihez a tagállamok önkéntesen vállalják bizonyos számú menekült befogadását.
- A Frontex a határállamokban indítson visszatelepítési programot az illegális bevándorlók számára.
- Együttműködés a Líbiával szomszédos országokkal; kapcsolatfelvétel Nigerrel.
- A kulcsfontosságú országokban többet megtudni a migránsáradatról, és erősíteni az európai nagykövetségek helyzetét.

A The Guardian és a Reuters megjegyezte, hogy a Triton költségvetésének megduplázása még mindig nem elég ahhoz, hogy hasonló méretű legyen, mint elődje, az Olaszország által szervezett Mare Nostrum, mivel annak költségvetése több mint háromszorosa, légi ereje négyszerese volt ennek, és szélesebb jogkörökkel is bírt.
Az Európai Unió vezetői április 23-án gyűltek össze, hogy megháromszorozzák a Triton költségvetését. Szerintük ez már elég lesz ahhoz, hogy elérje a Mare Nostrum korábbi kapacitását. A megállapodás szerint Nagy-Britannia a HMS Bulwarkot, két tengeri járőrhajót és három helikoptert ajánlott fel a Triton javára. 2015. május 5-én Simon Coveney ír védelmi miniszter a LÉ Eithne-t ajánlotta fel a Triton számára. Az Amnesty International kritizálta az Európai Uniót, hogy életmentés helyett saját arculatának mentésével foglalkozik.
2015. szeptember 7-én Franciaország 24 ezer menekült befogadását ajánlotta fel, Nagy-Britannia 20 ezret fogad be, főként gyerekeket Jordánia, Libanon és Törökország menekülttáboraiból; Németország 6,7 millió dollárral járult hozzá a válság megoldásához. Németország és Ausztria azonban bejelentette, hogy előbb le kell lassulnia a migránsáradatnak, és először ők fogják kitenni a megtelt táblát.

#### Kvótavita
Miközben a migránsok Magyarországról elindultak Ausztriába, Németország, Franciaország és Olaszország arra kérte a többi tagállamot, hogy egyenletesebben osszák szét a menekülteket az egyes tagállamok között. Jean-Claude Juncker bizottsági elnök 160 ezer menedékkérő kötelező kvóta alapú szétosztásáról beszélt. Jean Asselborn, Luxemburg külügyminisztere az Európai Menekültügynökség megalapítását sürgette, aminek feladata az lenne, hogy ellenőrizze, hogy a tagállamok ugyanazokat a szabályokat tartják-e be a menekültkérelmek elbírálása kapcsán. Orbán Viktor, Magyarország miniszterelnöke kritizálta a Bizottságot, mondván, hogy akár migránsok tízmilliói is érkezhetnek az Európai Unióba. A visegrádi országok vezetői szeptemberi tanácskozásukon elhatározták, hogy nem fogadnak el semmilyen hosszú távra kötelező kvótarendszert.

#### Felhívás az embercsempészek járművei elleni támadásra
Szeptember 14-én az AFP jelentette, hogy az Európai Unió katonai akciót kezdeményez az embercsempészek és hajóik ellen a Földközi-tengeren. Nem volt világos, hogy csak a tengeri, vagy a szárazföldi járműveket is támadni fogják-e. A megbízatás az EU Navfor Medtől ered, amit a líbai beavatkozáshoz készítettek elő. A Navfor Med azelőtt próbálja megsemmisíteni a járműveket, hogy használnák őket.

#### Az egyes tagállamok
Ausztria: 2015. augusztus 6-án Heinz Patzelt, az Amnesty International főtitkára látogatást tett a Traiskirchenben levő Bundesbetreuungsstelle menekülttáborban, ahol 4800 embert szállásolták el, közülük közel 1500 a szabad ég alatt alszik. Siroos Mirzaei orvosszakértő szerint a lakóknak napokig kell várniuk, amíg egészségügyi ellátáshoz jutnak. A jelentés szerint mindössze négy orvos gondoskodik az egészségügyi ellátásról, a zuhanyzók és a vécék pedig szörnyű állapotban vannak. Patzelt szerint Ausztria megsérti az emberi jogokat, és több figyelmet kellene fordítani a kísérő nélkül érkező gyerekekre és fiatalkorúakra. Ausztria szeptember 15. éjféltől határellenőrzést vezetett be a rend visszaállítása, és az embercsempészet megállítása érdekében.
 Bulgária: Kerítést épít Törökországéval közös határán. A kerítést infravörös kamerákkal, mozgásérzékelőkkel és pengésdróttal látják el, és a hadsereg ellenőrzi.
 Horvátország: 1064 menekültet fogad be a következő két évben. Eredetileg 505 menekült befogadásáról döntött, de megemelte ezt a számot, Észtország mellett egyedüliként. A Jutarnji list napilap augusztus 29-ei számában közzétett egy interjút egy kormányzati tisztségviselővel, aki azt mondta, hogy egy több szakterületet összefogó bizottságot hoznak létre, aminek terveket kell kidolgoznia a menekültek befogadására. Horvátország 2015 októberében követeket küld Görögország és Olaszország menekülttáboraiba, ahonnan szír és eritreai menekülteket válogatnak ki befogadásra. A kritériumok a következők: bármiféle kapcsolat Horvátországgal, mint Horvátországban élő családtagok, horvát egyetemeken szerzett diploma, hiányszakma vagy kisgyerekes családok. A belügyminiszter szerint a rendőrség felkészült a migránsok fogadására. Szeptember 17-én a horvát belügyminiszter "Ne gyertek többé ide" felszólítással kérte a migránsokat, hogy ne menjenek Horvátországba. Zoran Milanovic horvát miniszterelnök kijelentette hogy, Horvátország nem lesz nemzetközi befogadóállomás.
 Csehország: Bohuslav Sobotka szerint Csehország szolidaritását fejezi ki azzal, hogy 1500 menekült befogadását vállalta, de még több befogadására is hajlandó lenne. Ellenzi a kvótarendszert, és kritizálja az Európai Bizottságot, hogy képtelen volt megoldani a problémát, és nincsenek új ötletei. Támogatja a befogadópontok létrehozását Olaszországban és Görögországban. Miloš Zeman elnök többször is kifejezte elégedetlenségét a migránsok áradatával szemben. 2015 augusztusának végén a "Frekvence 1" rádió által készített interjújában úgy fogalmazott, hogy a befogadásnak három nagyobb kockázatát látja: a fertőzésveszélyt, a terrorizmust és a további gettósodást. Szerinte a menekültek nagy része gazdasági bevándorló, akik már nem a háború elől menekülnek. Zeman a migránsokat két csoportra osztotta: azok, akik illegálisan tartózkodnak Csehországban, és az az 1500, akiket befogadnak. Azokat, akik megsértik a törvényeket, kitoloncolják. Az elnök úgy gondolja, hogy ha Németország lezárja határait, akkor Csehországban rekednek azok a migránsok, akik Németországba akarnak eljutni. Ha ez megtörténik, akkor a rendőrség és a hadsereg dolga lesz a határok őrzése. Andrej Babiš miniszterelnök-helyettes sürgette a NATO beavatkozását az embercsempészek ellen a Földközi-tengeren. A NATO Jens Stoltenberg főtitkárával történt megbeszélése után azt nyilatkozta, hogy a NATO nem érdekelt menekültügyben, pedig Törökország, az embercsempészek és migránsok kapuja tagja a NATO-nak. Miroslav Kalousek ellenzéki politikus szerint Csehország elég nagy és erős ahhoz, hogy akár 3000 menekültet is befogadjon. Ő sem ért egyet a kötelező kvótarendszerrel, de kritizálta az elnököt a migránsok elleni gyűlöletkeltés miatt.
 Dánia: Lezárta a Németországhoz csatlakozó autós átkelőhelyeit és a nemzetközi vasútvonalakat.
 Németország: Sigmar Gabriel kancellárhelyettes szerint a következő néhány évben évi 500 ezer menekültet tudnak fogadni. Az újabb és újabb migránsok érkezése miatt az ellenzék parázs vitába kezdett a kormánnyal. A Pegida bevándorlásellenes mozgalom felvirágzott 2014-ben, amit 2015-ben bevándorlásellenes tüntetések követtek. Angela Merkel kancellár arról beszélt, hogy Németország elég erős ahhoz, hogy akárhány menekültet befogadjon. 2015 szeptemberében lelkes tömegek üdvözölték a migránsokat. Bajoroszágban a Keresztényszociális Unió rossznak nevezte Merkel döntését, míg Yasmin Fahimi, a szociáldemokraták főtitkára dicsérte Merkelt, hogy megengedi a migránsoknak, hogy Magyarországról Németországba lépjenek; mondván, hogy ez az emberiesség megnyilvánulása ebben a nehéz időben. Németország gazdaságának szüksége van a bevándorlókra, mivel aránylag egyre több idősödő embert kell eltartani.
 Olaszország:
Egyes városok visszautasították a kormány által elrendelt kötelező elszállásolást. Az olasz bűnüldöző szervek megállapították, hogy a maffia hasznot húz a menekültekből. Ferenc pápa megköszönte az olasz hadseregnek, hogy hadihajóival menti a migránsokat.
 Lettország:
250 migráns befogadásáról döntött. Ezzel a Nemzeti Szövetség Párt nem ért egyet. 2015 augusztus 4-én 250-en demonstráltak a migránsok fogadása ellen.
 Litvánia:
325 migráns befogadásáról döntött, habár a kormány nem zárta ki, hogy ez a szám később növekedhet.
 Málta:
Joseph Muscat ezt az időszakot csúfnak nevezte, és 75 migráns befogadásáról döntött Görögországból és Olaszországból.
 Lengyelország:
A kormány 2000 menekültet vállalt.
 Portugália:
1500 menekültet vállalt. Diário de Notícias azt mondta, hogy a külügyminisztérium már bemutatta új javaslatát a Bizottságnak, ami szerint 2400-ra emelnék ezt a számot.
 Románia:
Az Európai Bizottság 6351 menekült befogadására kérte. Románia ezt csak azzal a feltétellel vállalta, ha csatlakozhat a schengeni övezethez.
 Szlovákia:
200, kizárólag keresztény menekült befogadásáról döntött. Robert Fico miniszterelnök szerint nem Szlovákia a felelős a jelenlegi helyzetért, mert nem bombázta Líbiát, és nem okozott problémát Észak-Afrikában. A létszámot szeptemberre 500-ra emelték, de fenntartják azt a feltételt, hogy kizárólag keresztényekről lehet szó.
Szeptember közepén Szlovákia ideiglenes határellenőrzést rendelt el, miután korábban embercsempészeket fogtak el.
 Finnország:
Szeptember 14-én Matti Vanhanen korábbi miniszterelnök megjegyezte, hogy a kormánynak vissza kell szereznie ellenőrzését afölött, hogy kik léphetnek be az országba. Továbbá nem ért egyet azzal, hogy a menedékkérők szabadon mozoghassanak, hanem speciális táborokba kell őket irányítani. Később, de még ugyanazon a napon Petteri Orpo belügyminiszter, a Nemzeti Koalíció Párt tagja, hogy a hét végétől szigorítani fogják a határőrizetet.

#### Magyarország
Magyarország:
Magyarország augusztus vége felé befejezte a kerítésépítés első szakaszát. A kerítés három szál NATO drótból állt. A következő fázisban 4 méter magas kerítés épült. Lázár János bejelentése szerint az országnak biztosítani kell az erőt a határ védelmére, és 9 ezer rendőrt vezényeltek a határra, hogy kívül tartsák a dokumentumok nélkül érkező migránsokat. Orbán Viktor miniszterelnök azt nyilatkozta a Frankfurter Allgemeine Zeitungnak, hogy Európa helytelen választ adott, és az Európai Unió felügyelet nélküli bevándorlási politikája felelős a jelenlegi helyzetért.
Kezdetben a forgalmas közterületek menekültek segélyezését szolgáló funkciók szerinti átalakítása nem volt támogatott, ezt Lázár János a „Nem a segítséget visszük az emberekhez, hanem az embereket visszük a segítséghez.” nézőponttal indokolta szeptember 10-én. Ez szeptember 14-én már megváltozott, például a Keleti pályaudvar környékén széles körű humanitárius segítőszolgáltató pavilonok, és migránssátrak jelentek meg, melyek tevékenységére szeptember 15-én már nem volt szükség, mert akkora már a Keleti pályaudvaron elapadt a migránsáradat. 2015. szeptember 16-án a kormány egyik tagja bejelentette: 200 millió Ft támogatást nyújtanak három, a szerb határnál tevékenykedő segélyszervezetnek.
Eközben a menedékkérelmek befogadásának és elbírálásának rendszerét is módosították: a menedékkérőket néhány, a határ közvetlen térségében létrehozott, az ország többi részétől szögesdrótkerítéssel elválasztott, úgynevezett tranzitzónába koncentrálták, ahol néhány órás gyorsított eljárásban történik a menedékkérelem elbírálása. A szerb területről érkezők menedékkérelmét főszabályként elutasították azzal, hogy Szerbiában ezeket a menedékkérőket nem üldözi senki. A döntés ellen törvény szerint lehet fellebbezni, de ezt a hatóság ezt az eljárás során a gyakorlatban lehetetlenné teszi.
Ellenzéki politikai erők és független emberjogi szervezetek véleménye szerint az azóta eltelt idők folyamán a kormány migrációs politikájának egyre inkább jellemző elemévé vált a határhoz érkezett menedékkérők rendszeres megalázása, éheztetése, bántalmazása, kínzása. Emiatt a Strasbourgi Emberjogi Bíróság több alkalommal is elmarasztalta Magyarországot. 2019. július 25-én pedig az Európai Bizottság felszólító levelet intézett Magyarországhoz.

### Nemzetközi reakciók
Az ENSZ 1 millióra becsülte a 2016-ig Európába érkező migránsok számát.
 Jens Stoltenberg NATO főtitkár azt mondta, hogy az Európai Unió feladata, hogy döntsön a különféle védőeszközök alkalmazásáról. Andrej Babiš cseh miniszterelnök-helyettes ezt tovább magyarázta: A NATO főtitkár szerint a menekültprobléma az Európai Unió problémája, a határvédelem és az embercsempészek elleni küzdelem az egyes tagállamok feladata.
Az Orosz Szövetség szeptember 2-án nyilatkozatot adott ki, hogy az Egyesült Nemzetek Biztonsági Tanácsa egy megoldásterven dolgozik, ami az európai migránsválságot célozza, a gyanús járművek áttekintésével.
A Nemzetközi Migrációért Szervezet becslései szerint a Mare Nostrum művelet befejezése óta a hajótörésekben vízbe fulladtak száma a kilencsszeresére nőtt. Az Amnesty International elítélte az Ezurópai Unió országait azzal, hogy figyelmen kívül hagyják a humanitárius katasztrófát a Földközi-tengeren.
Az Amnesty International és a Human Rights Watch kritizálta a mentő és megfigyelő akciókat. Az Amnesty International szerint az Európai Unió elhanyagolja kötelességeit, és ezrek halálát kockáztatja.
2015 augusztusában azt Amnesty International azt jelentette, hogy a gazdag öböl menti országok, Katar, Egyesült Arab Emirátusok, Szaúd-Arábia, Bahrein és Kuvait egyáltalán nem kíván menekülteket sem befogadni, inkább pénzt adnak. Egyes elemzések szerint ezek az országok akár három millió menekült befogadására is képesek lennének. A BBC szerint azok a szíriaiak a legsikeresebbek, akik meghosszabbítják ottartózkodásukat, vagy családtagjukhoz mennek ki.
 Szaúd-Arábia 200 mecset építését támogatja Németországban.
 Tony Abbott ausztrál parlamenti képviselő szerint a tragédiák méretét növeli, hogy Európa sem a saját hibáiból, sem mások eredményeiből nem hajlandó tanulni. Hivatkozott arra, hogy könyörtelenül tönkretették vagy visszaűzték a nyílt tengerre az embercsempészek hajóit.
 2015 áprilisában Ferenc pápa aggodalmát fejezte ki az emberéletek elvesztése miatt, és sürgette az Európai Unió vezetőit, hogy döntsenek gyorsan, és akadályozzák meg a további tragédiákat. Ugyanezen év szeptemberében arra kérte az összes európai plébániát, vallási közösséget és rendházat, hogy fogadjon be egy menekült családot.
 Szeptember 4-én Isaac Herzog, az izraeli ellenzék vezető politikusa felszólította Izraelt, hogy fogadjon menekülteket Szíriából. Ezt két nap múlva Benjamin Netanyahu visszautasította azzal, hogy nem megfelelő a földrajzi és a demográfiai helyzet.
 Barack Obama, az Amerikai Egyesült Államok elnöke megdicsérte Németországot, hogy vezető szerepet vállal a migránsok befogadásában. Donald Trump elnökjelölt azt mondta, hogy az Amerikai Egyesült Államoknak is be kellene fogadnia menekülteket Obama ígéretéhez híven.

## Politikai vita
Kereszténydemokrata Unió (CDU, Németország): 2015. augusztus 31-én a The New York Times szerint Angela Merkel német kancellár figyelmeztetett, hogy ha az Európai Unió nem tud közös választ adni, akkor vége lesz az utazás szabadságának az Európai Unióban.
Francia republikánusok: Nicolas Sarkozy kritizálta az európai migrációs tervet. Csatlakozott Angela Merkel döntéséhez, hogy beenged több tízezer migránst az országba, de figyelmeztetett, hogy még többen fognak jönni, akiknek jelentős része elkerülhetetlenül Franciaországban fog letelepedni. Javasolta továbbá a schengeni szerződés felülvizsgálatát és módosítását.
Demokrata Párt (Olaszország): Matteo Renzi miniszterelnök szerint közös stratégiára lenne szükség.
Szocialista Párt (Franciaország): Manuel Valls miniszterelnök szorosabbra vonná az együttműködést az Európai Bizottság, a tagállamok és a tagjelölt országok között.
A The Wall Street Journal szerint az euroszkeptikus hangok erősödtek. A The Times szerint az euroszkeptikus Marine Le Pen jó úton halad az elnökség felé.
Nigel Farage, a Függetlenségi Párt (Nagy-Britannia) vezetője és az Europe of Freedom and Direct Democracy csoport társvezetője kritizálta az Európai Uniót, különösen Németországot, hogy csalogatják az embereket, hogy bármilyen eszközzel jöjjenek Európába, ezzel számos halálesetet okozva. Emellett azt mondta, hogy megbukott a schengeni nyitott határ rendszer, és figyelmeztetett, hogy az iszlamisták nagy számban érkezhetnek az Unió területére. Rámutatott arra, hogy Olaszországban partra szállt az IS egyik terroristája, aki Tunéziában a turistákra támadt. 2013-ban Farage még több szírt akart befogadni az országba.
A Nemzetek és Szabadság Európájának társelnöke és a francia szélsőjobb Nemzeti Front vezetője, Marine Le Pen azzal vádolta Németországot, hogy bérrabszolgákat akar gyűjteni azzal, hogy szélesre tárja kapuit, miközben azon vitáznak, hogy érvényes legyen-e rájuk a nemrég bevezetett minimálbér. Egy további vádja az, hogy Németország egyoldalúan ráerőlteti a saját bevándorláspolitikáját az Európai Unió többi államára. Kijelentéseit lehozták a német és az osztrák napilapok. A Der Spiegel homályosnak nevezte kijelentéseit, a jobbközép Die Welt szerint pedig a menekültválságot németellenes propagandára használja.
Geert Wilders a holland Szabadság Párt vezetője, aki iszlámellenességéről ismert, 2015 júniusában egy parlamenti vitában óvott az iszlám inváziótól, mondván, hogy húszas éveikben járó szakállas fiatalemberek Allah akbart énekelve özönlenek Európán át. Cáfolta azt is, hogy menekültek lennének, mivel ezek az emberek nincsenek közvetlen életveszélyben Törökországban, Görögországban, Macedóniában és Szerbiában. Ha idejönnek, akkor segélyért és lakásért menekülnek.

## Fordítás
Ez a szócikk részben vagy egészben  az   European migrant crisis című angol Wikipédia-szócikk fordításán alapul.  Az eredeti cikk szerkesztőit annak laptörténete sorolja fel. Ez a jelzés csupán a megfogalmazás eredetét és a szerzői jogokat jelzi, nem szolgál a cikkben szereplő információk forrásmegjelöléseként.